# Siding Spring Survey
Pour les articles homonymes, voir Siding Spring.
Le Siding Spring Survey (SSS) était un programme de recherche d'objets géocroiseurs qui utilisait le télescope de Schmidt Uppsala de 50 centimètres de l'observatoire de Siding Spring, en Nouvelle-Galles du Sud en Australie. C'était l'homologue pour l'hémisphère sud du Catalina Sky Survey (CSS) situé sur le Mont Bigelow dans les Monts Santa Catalina, près de Tucson dans l'Arizona aux É.-U.. Le SSS était conduit conjointement par l'université de l'Arizona et par l'université nationale australienne, avec un financement de la NASA. Il se termina en juillet 2013 par manque de financement,.
Le SSS (code observatoire UAI E12) est situé à l'observatoire de Siding Spring (code observatoire UAI 413) : longitude 149.1 est, latitude 31.3 sud et altitude 1 150 m, approximativement à 400 km au nord-ouest de Sydney en Australie.
Il est au 12e rang des découvreurs d'astéroïdes, avec 3 530 astéroïdes numérotés (12 juin 2022).